# Mexicaanse grondwet van 1857

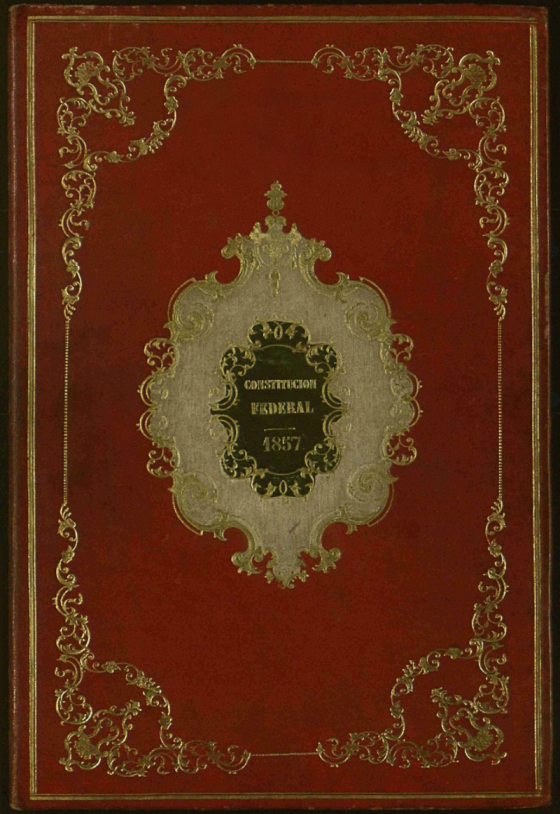
Mexicaanse grondwet van 1857

De Mexicaanse grondwet van 1857 is een niet meer in gebruik zijnde grondwet van Mexico. De grondwet werd aangenomen op 5 februari 1857 en werd in 1913 buiten werking gesteld. De grondwet van 1857 had een duidelijk liberaal karakter.
De grondwet van 1857 verving de Mexicaanse grondwet van 1824, die al sinds 1853 door dictator Antonio López de Santa Anna buiten werking was gesteld. De liberale leiders van de Revolutie van Ayutla die Santa Anna omver hadden geworpen zagen in dat de grondwet van 1824 niet effectief was, en besloten daarom een nieuwe op te stellen.
De grondwet voorzag in verregaande vrijheden. Zo werden vrijheid van meningsuiting, gewetensvrijheid, persvrijheid, vrijheid van vereniging en vrijheid om wapens te dragen erkend. Ook seculariseerde deze grondwet het onderwijs en was het rooms-katholicisme niet langer meer staatsgodsdienst. Ook in de territoriale indeling van Mexico vonden een aantal veranderingen plaats. Campeche werd afgesplitst van Yucatán, de territoria Tlaxcala en Colima werden tot staat verheven en het territorium van de Landengte van Tehuantepec werd opgeheven en weer bij Oaxaca en Veracruz gevoegd. De macht van de president van Mexico werd ingeperkt, en het parlement werd georganiseerd volgens een eenkamerstelsel (in 1874 omgevormd tot een tweekamerstelsel).
De grondwet werd getekend door president Ignacio Comonfort en vicepresident Benito Juárez en dreef de tegenstellingen tussen conservatieven en liberalen hoger op. In november leden de liberalen een verkiezingsnederlaag waarna een politieke crisis ontstond, culminerend in de staatsgreep van Tacubaya, waarbij de conservatieven de macht grepen en Comonfort naar hen overliep. De hieropvolgende hervormingsoorlog duurde drie jaar en eindigde met een liberale overwinning in januari 1861. In de hierna volgende Franse interventie in Mexico kreeg president Juárez verregaande volmachten, zodat pas bij de definitieve liberale overwinning in 1867 de grondwet volledig operationeel werd. In de praktijk werden tijdens het Porfiriaat veel van de vrijheden die grondwettelijk werden vastgelegd met de voeten getreden, en was Mexico tot het uitbreken van de Mexicaanse Revolutie nog slechts in naam een democratie. In 1911 werd dictator Porfirio Díaz verdreven en Francisco I. Madero tot president gekozen. Dit democratisch intermezzo duurde echter maar kort. In februari 1913 pleegde generaal Victoriano Huerta een staatsgreep waarbij hij Madero afzette en vermoordde. Enkele maande na diens machtsovername trok Huerta de grondwet in.
De huidige grondwet van Mexico dateert van 1917.